# Elisawet Zachariadu
Elisawet A. Zachariadu (gr. Ελισάβετ Α. Ζαχαριάδου, ur. 1931, zm. 26 grudnia 2018) – grecka historyk, turkolog zajmująca się dziejami Osmanów okresu klasycznego (1300-1600).

## Życiorys
W 1966 roku poślubiła bizantynologa Nicolasa Oikonomidèsa (1943-2000). Po nastaniu dyktatury pułkowników, w lipcu 1969 razem wyjechali do Kanady. Jest absolwentką School of Oriental and African Studies University of London. W latach 1985–1998 była profesorem turkologii Uniwersytetu na Krecie. W 1990 roku otrzymała tytuł doktora honoris causa Uniwersytetu w Ankarze.

## Wybrane publikacje

### Książki
- Το Χρονικό των Τούρκων Σουλτάνων (του βαρβερινού ελληνικού κώδικα 111) και το ιταλικό του πρότυπο, Thessaloniki 1960.
- Trade and Crusade, Venetian Crete and the Emirates of Menteshe and Aydin (1300-1415), Venice 1983[2].
- Romania and the Turks (c.1300 - c.1500), Variorum Reprints, London 1985, ISBN 0-86078-159-3
- Ιστορία και θρύλοι των παλαιών σουλτάνων, 1300-1400, 1991 ISBN 978-960-250-059-0. (wyd. 2 - 1999)
- Δέκα τουρκικά έγγραφα για την Μεγάλη Εκκλησία (1483-1567), Hellenic National Research Institute: Institute for Byzantine Research, 1996, ISBN 978-960-7094-69-8
- Studies in pre-Ottoman Turkey and the Ottomans, Ashgate Variorum, 2007.
- (współautor: Anthony Luttrell), Πηγές για την τουρκική ιστορία στα αρχεία των Ιπποτών της Ρόδου, 1389-1422, Hellenic National Research Institute: Institute for Byzantine Research, 2009 ISBN 978-960-371-051-6
- (współautorzy: Gülsün Ayvali, Antonis Xanthynakis), Το χρονικό των Ουγγροτουρκικών πολέμων (1443-1444), Crete University Press, Rethymno 2005, ISBN 978-960-524-217-6

### Prace redakcyjne
- The Ottoman Emirate, ca. 1300–1389. Halcyon Days in Crete I: A Symposium Held in Rethymnon, 11–13 January 1991, Crete University Press, Rethymno 1994, ISBN 978-960-7309-58-7
- The Via Egnatia under Ottoman Rule, 1380–1699. Halcyon Days in Crete II: A Symposium Held in Rethymnon, 9–11 January 1994, Crete University Press, Rethymno 1997, ISBN 978-960-524-017-2
- Natural Disasters in the Ottoman Empire. Halcyon Days in Crete III: A Symposium Held in Rethymnon, 10–12 January 1997, Crete University Press, Rethymno 1999, ISBN 978-960-524-092-9
- The Kapudan Pasha: His Office and Ηis Domain. Halcyon Days in Crete IV: A Symposium held in Rethymnon, 7–9 January 2000, Crete University Press, Rethymno 2002, ISBN 978-960-524-151-3

## Publikacje w języku polskim
- Turecka Azja Mniejsza [w:] Świat Bizancjum, t. 3: Bizancjum i jego sąsiedzi 1204-1453, pod redakcją Angeliki Laiou, Cécile Morisson, przeł. Andrzej Graboń, Kraków: Wydawnictwo WAM 2014, s. 407-437.